# サツマイナモリ属
サツマイナモリ属 Ophiorrhiza L. はアカネ科の植物の一群。茎の先端に横枝を広げた形の花序を作り、上向きに花を並べる。

## 特徴
多年生の草本か半低木性の植物。背丈は10cm程のものから1m程になるものまである。茎は直立するものから這うものまであり、まばらに分枝を出す。葉は対生に着き、披針形、楕円形から卵形で縁は滑らかとなっている。対をなす葉は多少とも大きさが異なるのが普通である。托葉は膜質で、対になる葉の間にあって互いに合生して2枚となっているか、あるいは互いに離れて4枚になっている。
花は枝の先に集散花序の形で着く。集散花序は巻散状になっており、花序枝の片側に偏って少数～多数の花をつける。額は釣鐘型で小さくて、その先端側は5つの裂片となり、これは花の終わった後も残る。花冠は筒状から漏斗状で、先端側は浅く5つに裂けている。またこの裂片は蕾の時期には敷石状に畳まれている。花冠の色は白から淡い紅を帯びるか緑色を帯びる。花柱は細長く、先端は2つに裂けている。雄しべは5本で花冠の筒上部の中にあり、その基部は花冠とくっついている。子房は2室で、胚珠は多数あり、貴部は環状の花盤で囲まれている。果実は蒴果で、扁平で側面から見ると倒三角形になっており、熟すると2つに裂けて多数の種子を露出させる。種子は小さくて稜角がある。
特に本属を特徴付ける主な形質としては、多肉質な茎、5つの裂片を持つ花冠、対生の葉が多少大きさが異なること、果実が側面から偏圧されていること、種子が小さくて数が多く、その形がカプセル状で稜角があることが挙げられる。
学名はギリシャ語で「蛇の根」を意味する。

## 種と分布
約150種があると大橋他編(2017)にあるが、Liu et al(2023)では約200種とされており、更にこの書では本属について特に種数が多く、分類学的にも込み入っている属であるとしている。
主として東南アジアの熱帯域にあり、一部がオーストラリア、太平洋諸島に見られる。主として多雨地域の森林に見られるものである。渓流沿いに出現する種も多い。

### 日本の種
日本には本属のものは5種あり、そのうちサツマイナモリは本州南部まで分布があるが、他の4種は琉球列島でのみ見られる。
- Ophiorrhiza サツマイナモリ属
  - O. amamiana アマミイナモリ
  - O. japonica サツマイナモリ
  - O. kuroiwae リュウキュウイナモリ
  - O. pumila チャボイナモリ
  - O. yamashitae アマミアワゴケ

## 分類
本属はアカネ科の中でアカネ亜科 subfam. Rubioideae サツマイナモリ連 tribe Ophiorrhizeae に所属する。ちなみに和名の元はイナモリソウであるが、この種の所属するイナモリソウ属は同じアカネ亜科でもヤイトバナ連 tribe Paederieae となっており、やや縁が遠い。

## 利用
本属の種は伝統医療において薬草として用いられてきたものが多く含まれており、例えばインドでは本属の複数種が炎症、苦痛、癌、様々な感性小などに用いられてきた。特に O. mungos は特によく知られ、「snakeroot」の名でヘビによる咬傷に効くとされた。その薬効成分については多くの研究がある。